# Ernst Atis-Clothaire
Ernst Atis-Clothaire (Port-au-Prince, 9 dicembre 1977) è un ex calciatore haitiano, di ruolo centrocampista.

## Carriera

### Nazionale
Ha debuttato in nazionale l'11 giugno 1999, in Trinidad e Tobago-Haiti (6-1). Ha partecipato, con la nazionale, alla CONCACAF Gold Cup 2000 e alla CONCACAF Gold Cup 2002. Ha collezionato in totale, con la maglia della nazionale, 11 presenze.